# Przewalskikleiber

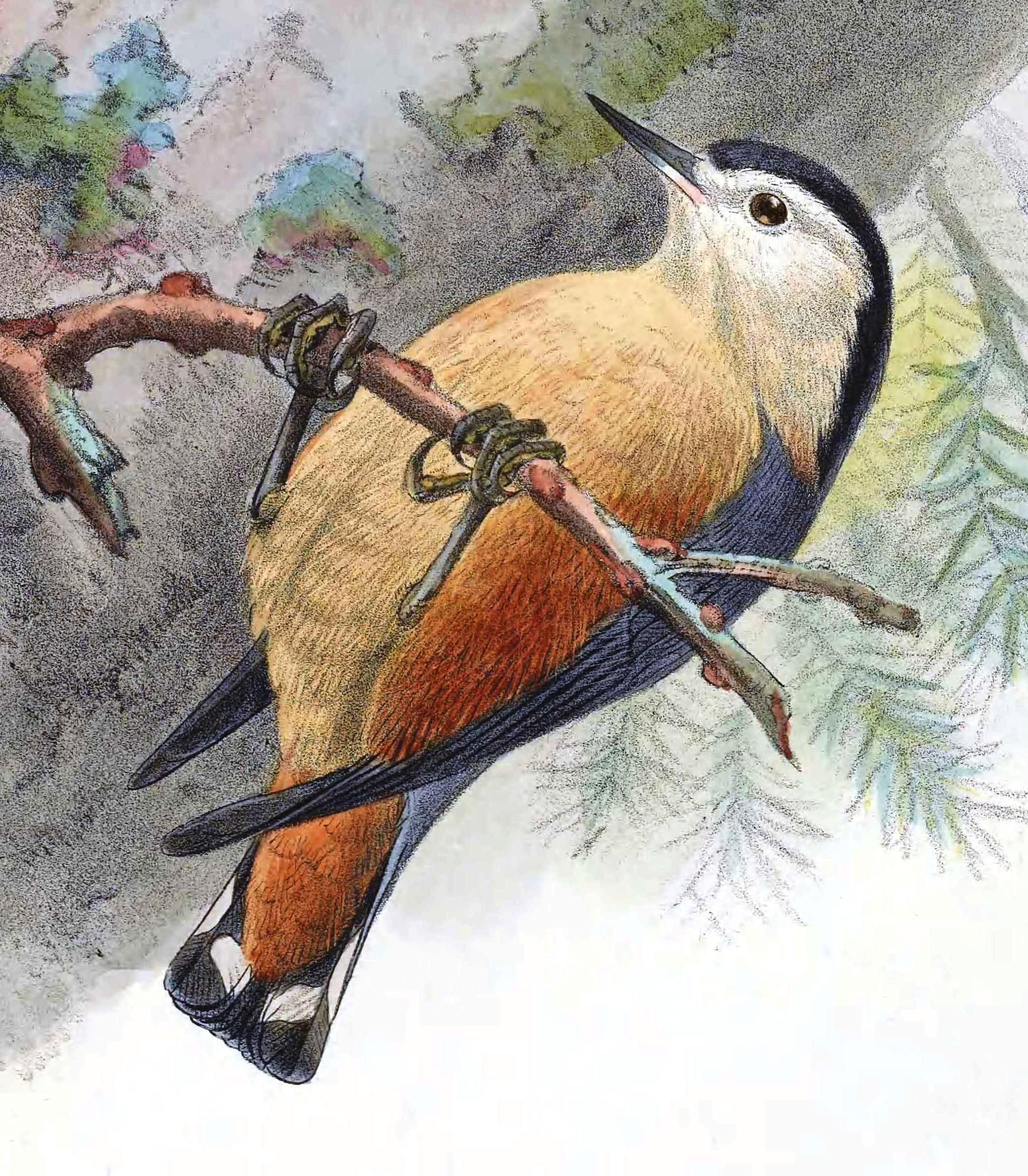
Przewalskikleiber, Weibchen (Illustration von J. G. Keulemans, 1889)

Der Przewalskikleiber (Sitta przewalskii) ist ein in China beheimateter Kleiber. Er galt lange als Unterart des Weißwangenkleibers (S. leucopsis), unterscheidet sich jedoch deutlich in Morphologie und Gesang. Sowohl bei S. przewalskii und S. leucopsis wurde eine enge Verwandtschaft mit dem Carolinakleiber (S. carolinensis) in Betracht gezogen. Der Przewalskikleiber ist ein ca. 13 Zentimeter langer Kleiber mittlerer Größe. Die Oberseite ist dunkel bis grau oder schieferblau, der Scheitel ist dunkelblau bis schwarz.
Die Art ist endemisch im Südosten von Tibet und dem mittleren Westen von China, einschließlich der östlichen Provinzen Qinghai, Gansu und Sichuan. Er lebt in Bergwäldern, die von Nadelbäumen wie Fichte oder Tanne dominiert sind. Die Spezies wurde erstmals im Jahre 1891 anhand eines männlichen Exemplars aus der Präfektur Haidong beschrieben. Er wurde nach dem russischen Forschungsreisenden Nikolai Prschewalski benannt, der die Art im Jahr 1884 entdeckte.